# Komorów (powiat oleśnicki)
Komorów – wieś w Polsce położona w województwie dolnośląskim, w powiecie oleśnickim, w gminie Syców.

## Podział administracyjny
W latach 1975–1998 miejscowość należała administracyjnie do województwa kaliskiego.

## Znane osoby z Komorowa
W Komorowie w 1692 roku urodził się Jerzy Schlag (zm. 1764) pastor luterański, wydawca, tłumacz. Działacz na rzecz języka i kultury polskiej na Dolnym Śląsku w XVIII wieku.